# Брестський мир (1435)
Брестський мир — мирний договір, підписаний 31 грудня 1435 року у Бресті-Куявському між Польщею та Великим князівством Литовським з одного боку, та Тевтонським орденом з іншого боку.

## Договір
Після поразки у битві під Вількомиром під час громадянської війни у Великому князівстві Литовському (1432—1438).
Свидригайло втік до Полоцька, а союзний йому Лівонський орден був вимушений піти на примирення. Тевтонський орден уклав з Польщею та ВКЛ (в особі Сигізмунда Кейстутовича) «вічний мир» та обіцяв не допомагати Свидригайлу. Орден обіцяв не визнавати у майбутньому ніякого великого князя литовського, якого б не визнав польський король та його рада.
Також були підтверджені кордони між Орденом, Польщею та ВКЛ, встановлені Мельнським миром.
Польща отримала місто Нешава та відмовилась від прав на Гданське Помор'я та Хелмську землю. Орден зобов'язувався розірвати державні стосунки зі Священною Римською імперією (оскільки імператор Сигізмунд Люксембург підтримував Свидригайла) і римською курією.
Гарантом миру виступали прусські стани, які у випадку порушення умов договору з боку Ордену звільнялись від підданства йому. Це свідчило про зміцнення внутрішньої опозиції в Ордені.
Лівонський орден ратифікував договір у 1436 році.